# Zacarias
Zacarias è un comune del Brasile nello Stato di San Paolo, parte della mesoregione di São José do Rio Preto e della microregione omonima.

## Storia
La città venne fondata nel 1941 da Antônio Zacarias ed era all'epoca parte del comune di Monte Aprazível.
Il 24 dicembre 1948 Zacarias venne elevata a distretto del comune di Planalto dalla legge 233, e tale rimase per 44 anni.
Il distretto divenne poi comune grazie alla legge 7644 del 30 dicembre 1991 e riconosciuto come tale il 12 marzo 1992, data considerata come il giorno dell'emancipazione politica e amministrativa.